# هانس مالدونادو
هانس مالدونادو هو لاعب كرة قدم إكوادوري في مركز الدفاع، ولد في 25 يوليو 1957 في إسمرالداس في الإكوادور، وتوفي في 1 يوليو 1999. لعب مع نادي ديبورتيفو إل ناسيونال.

## وصلات خارجية
- هانس مالدونادو على موقع ناشيونال فوتبول تيمز (الإنجليزية)